# Sigismond Gorazdowski
Sigismond Gorazdowski (Sanok, 1er novembre 1845 - Lwow, 1er janvier 1920), prêtre polonais. Il fonda de nombreuses institutions caritatives et notamment les Sœurs de Saint Joseph de Cracovie. Il est qualifié d'authentique perle du clergé latin de Lviv. Il est vénéré comme saint par l'Église catholique.

## Vie et sacerdoce

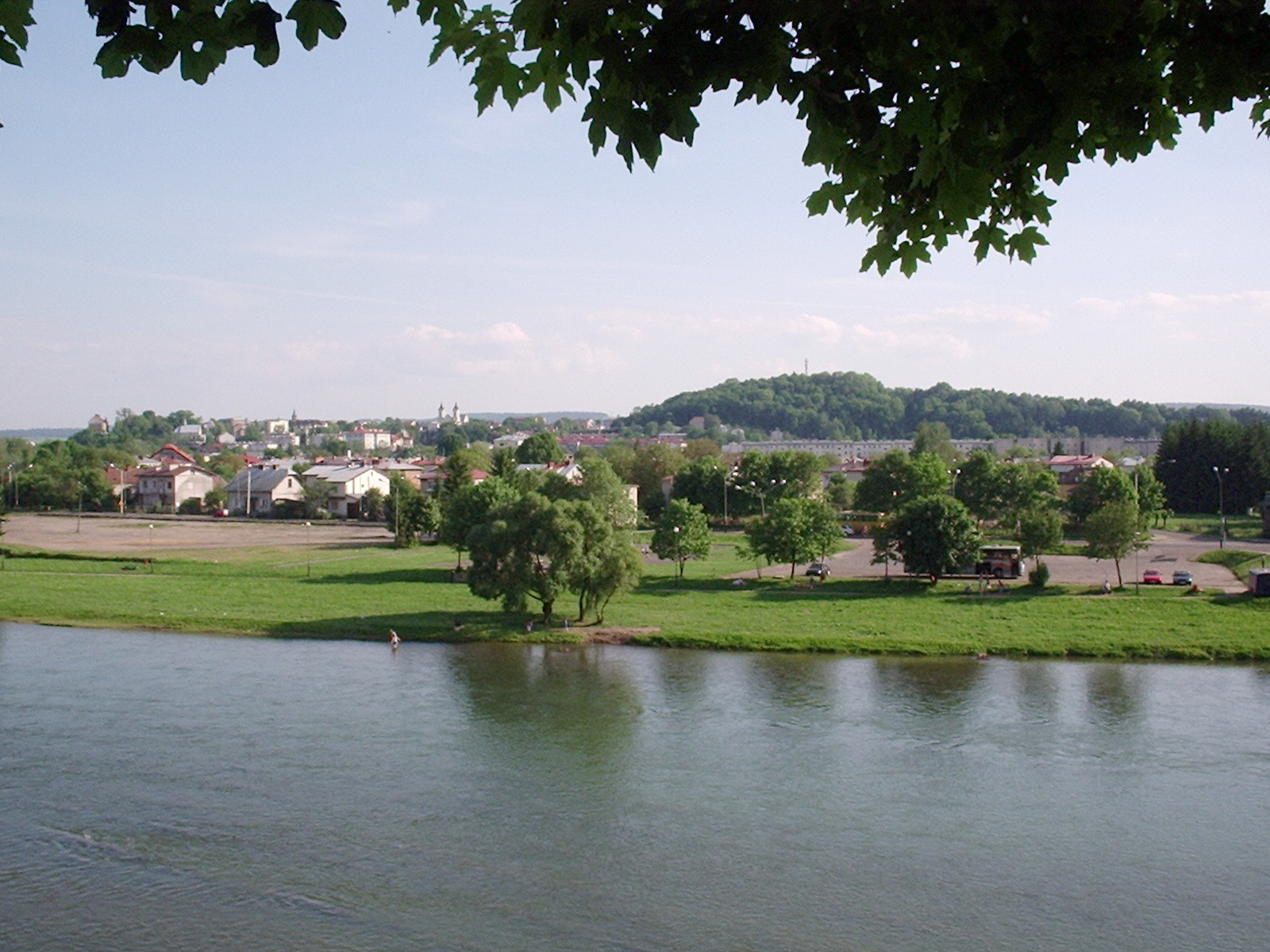
Sanok

Sigismond (en polonais Zygmunt) naît à Sanok en Galicie occidentale, le 1er novembre 1845 dans une famille polonaise profondément chrétienne. 
Atteint dès l’enfance d’une grave maladie pulmonaire, il entreprend toutefois des études de droit. Mais, ressentant une impérieuse vocation sacerdotale, il interrompt ses études et entre au grand séminaire de Lemberg (Lwow en polonais), dans la partie galicienne de la Pologne administrée par l'Empire austro-hongrois.
Ordonné prêtre en 1871, il se consacre en priorité à tous les pauvres dans tous les lieux où il est nommé en Galicie, province particulièrement démunie de l'Empire. Il célèbre sa première messe en l’église des sœurs bénédictines de Przemyśl le 30 juillet 1871 et exerce ensuite son apostolat à Tartaków, et à Wojniłów (aujourd'hui en Ukraine). C’est là qu’il soigne avec dévouement les malades atteints du choléra.
Enfin, il est nommé à Lwow où il finira sa vie, alors que la nouvelle Pologne vient de recouvrer son indépendance et que la région est en proie à la guerre entre Polonais et Ukrainiens qui se la disputent. L’évêque de cette ville est alors Mgr Joseph Bilczewski. Ils seront canonisés tous les deux le même jour.
Sigismond Gorazdowski meurt le 1er janvier 1920.

## Œuvres

### Publications
Très préoccupé par la catéchèse et l’éducation à la foi de la jeunesse, il rédige de nombreux ouvrages en polonais :
- 1875 : Catéchisme de la Sainte Église catholique pour le peuple
- 1876 : 
  - Conseils et recommandations à l’intention des jeunes filles et
  - Conseils et recommandations pour toute une vie. Souvenir pour les jeunes hommes ayant terminé l’école
- 1877 : 
  - Images pour les enfants en souvenir de leur première communion
  - Correspondances concernant les catéchismes
  - Catéchisme de la Sainte Église catholique adapté aux besoins des trois premières classes des écoles populaires
- 1886 : Principes et prescriptions de bonne éducation
- 1893 : De la situation des pauvres à Lwow et à Vienne

### Fondations
Partout on disait de lui qu'il était un œil pour l’aveugle, une jambe pour le malade, il était qualifié de « Père des gueux » et de « Père des Pauvres ». Ses nombreuses fondations et ses participations actives à toute forme d'aide aux autres en témoignent.
- 1879 : il devient secrétaire de l'association Bonus Pastor, pour les prêtres
- 1882 : création de la Maison du travail à Lemberg (Lwow en polonais)
- 1884 : 
  - Avec l'aide de Sœurs tertiaires franciscaines, il fonda la Congrégation des Sœurs de Saint-Joseph, qui, encore aujourd'hui,  s'occupe d'instituts d'éducation et d'assistance aux malades et aux pauvres en Pologne, en Allemagne, en France, en Afrique et en Amérique du Sud.
  - Fondation de l'institut de Saint Joseph pour les incurables et les convalescents à Lemberg.
- 1886 : Création d'un internat pour les étudiants du Séminaire d'Instituteurs de Lemberg dont il sera le directeur.
- 1892 : Création de l'Institut l'Enfant Jésus.
- 1903 : 
  - Création d'une école catholique polono-allemande à Lemberg
  - Fondation de la Compagnie des femmes travailleuses pour les couturières.
- Il a aussi été :
  - Cofondateur de l'Union des Compagnies Catholiques de Bienfaisance de Lemberg, dans laquelle il était coprésident.
- Membre actif du Comité de la IIe Assemblée Catholique de la même ville.

## Citation
Du Pape Jean-Paul II lors de l'homélie prononcée à Lviv (ancienne Lwow) pour la béatification de Sigismond Gorazdowski :
« ... Sa charité extraordinaire le conduisit à se consacrer inlassablement aux pauvres, en dépit de ses conditions de santé précaires. La figure du jeune prêtre qui, au mépris du grave danger de contagion, se prodiguait parmi les malades de Wojnilow et recomposait personnellement les corps des victimes du choléra, est demeurée dans la mémoire des contemporains comme un témoignage vivant de l’amour miséricordieux du Sauveur. »

## Béatification et canonisation
- Sigismond Gorazdowski est béatifié le 26 juin 2001 à Lviv (ancienne Lwow) par le pape Jean-Paul II ,
- Il est canonisé le 23 octobre 2005 par Benoît XVI en même temps que :
  - Gaétan Catanoso
  - Félix de Nicosie
  - Joseph Bilczewski
  - Albert Hurtado
- Sa fête est fixée au 1er janvier

## Églises de Lwow/Lviv où exerça Zygmunt Gorazdowski

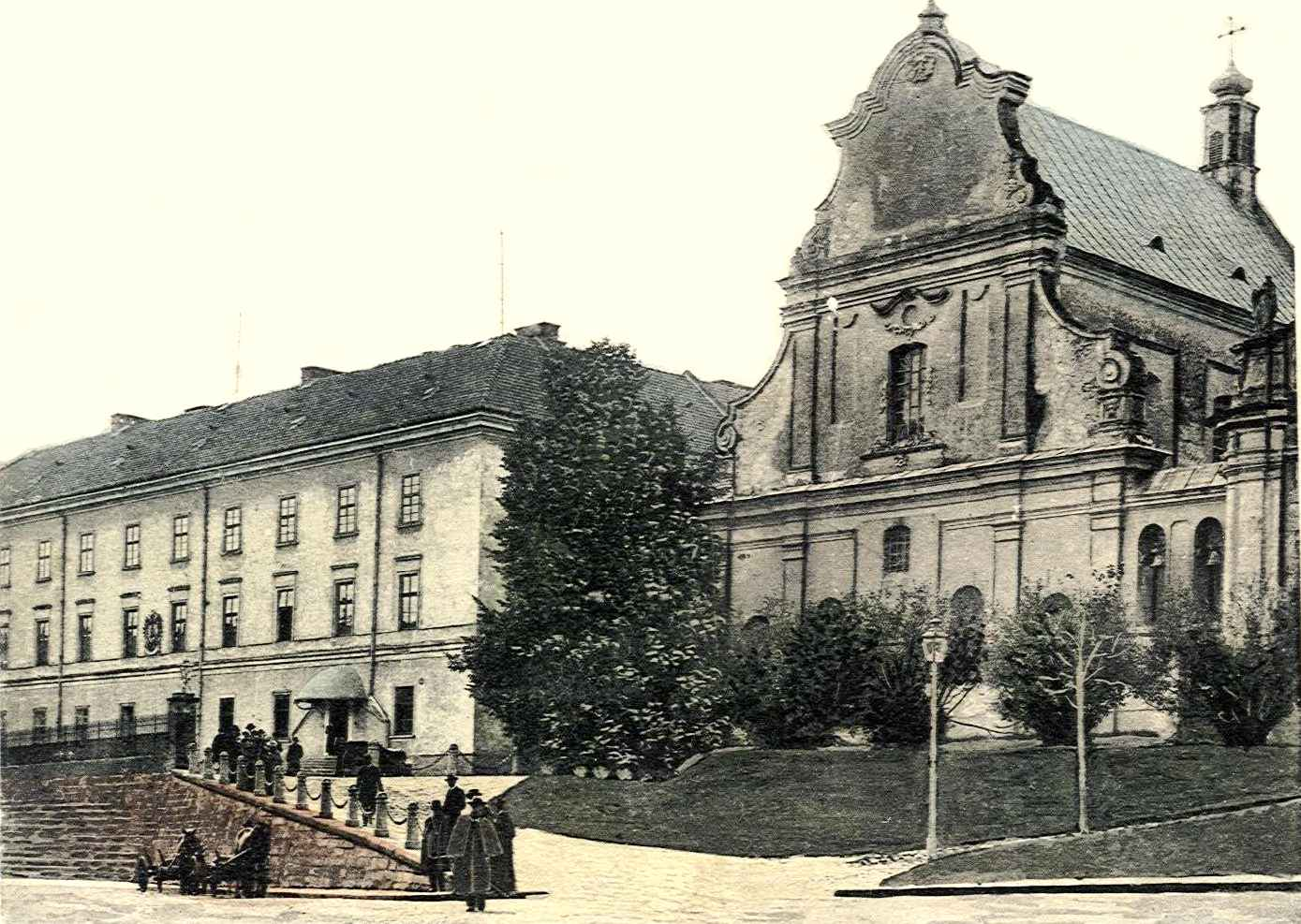
Saint-Nicolas
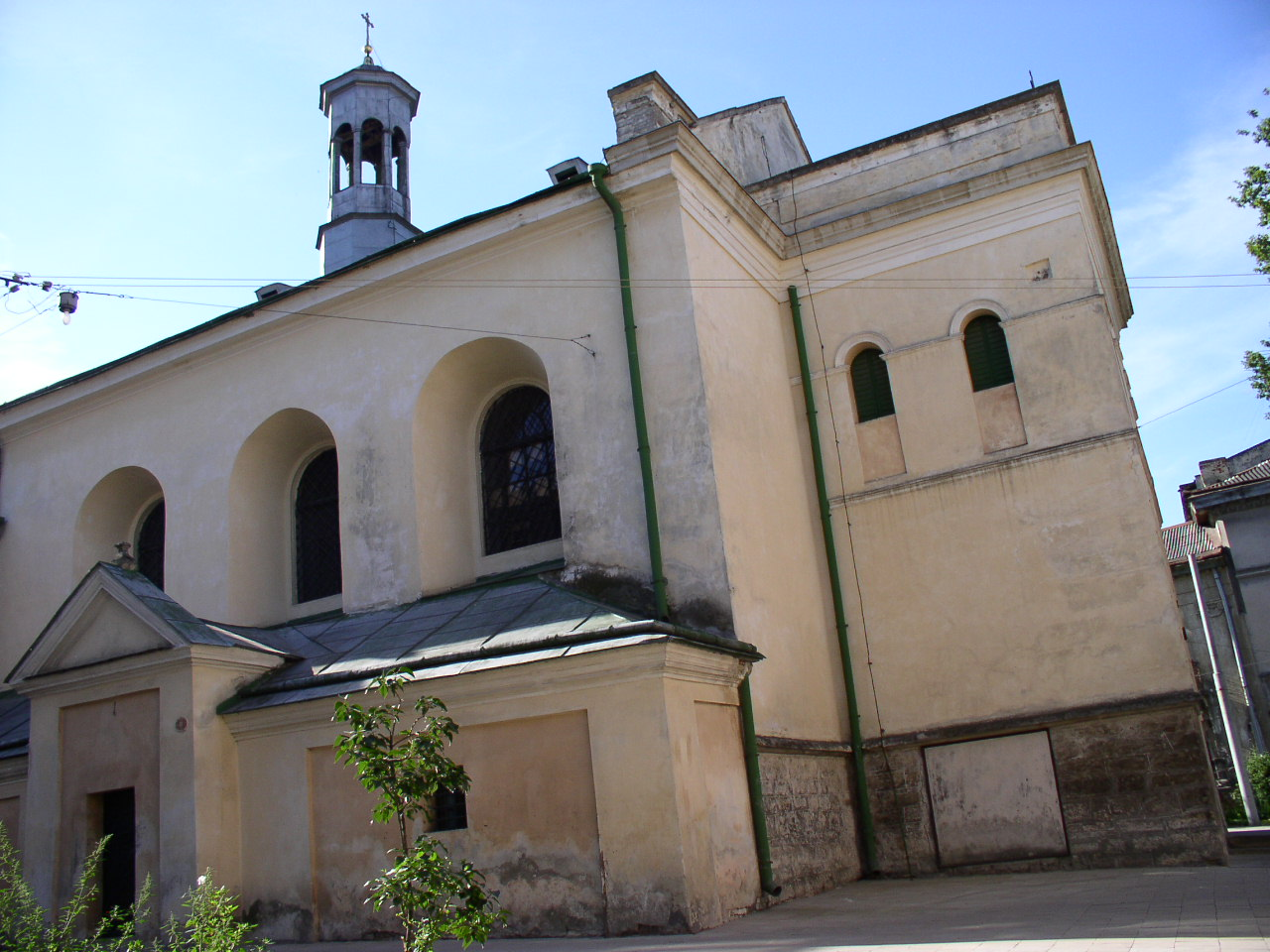
Notre-Dame-des-Neiges

## Sources
- Osservatore Romano : 2001 n.27 p.6-7  -  2005 n.43 p.1-3.24
- Documentation Catholique : 2001 n.15 p.741-744